# Wsewolod Michailowitsch Abramowitsch

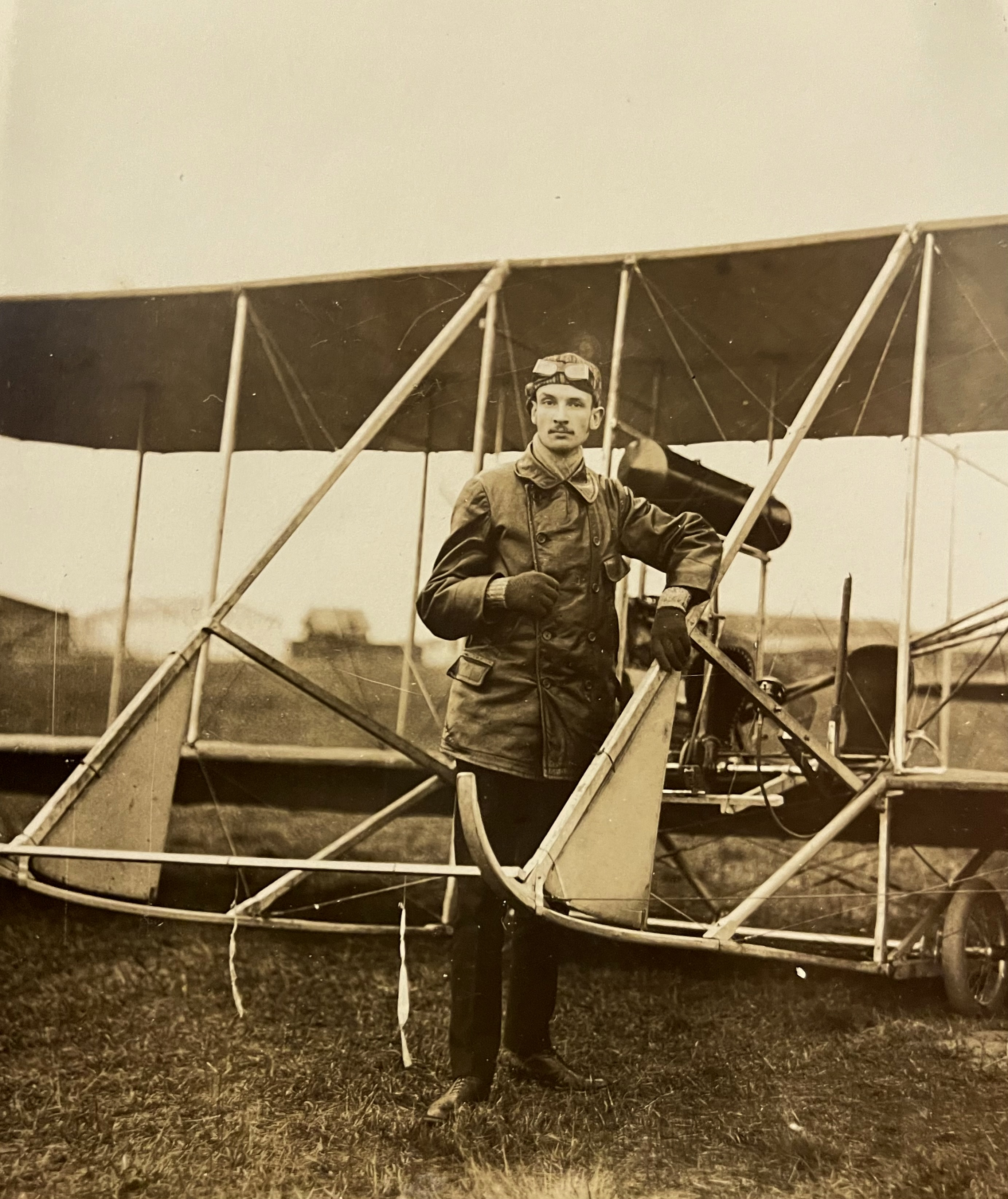
Wsewolod Michailowitsch Abramowitsch auf dem Flugplatz Johannisthal (1913)

Wsewolod Michailowitsch Abramowitsch (russ.: Всеволод Михайлович Абрамович; * 29. Julijul. / 10. August 1890greg. in Odessa, Russisches Kaiserreich; † 24. April 1913 in Berlin-Britz, Deutsches Reich). Der Enkel des jiddischen Schriftstellers Mendele Moicher Sforim war ein russischer Flugpionier und Fluglehrer.
Abramowitsch machte seinen Schulabschluss in Odessa und entschied sich nach Deutschland zu gehen, um in Charlottenburg an der Technischen Hochschule zu studieren. In dieser Zeit begann er sich auch für die Luftfahrt zu interessieren und nahm Flugstunden auf dem Flugplatz Johannisthal. Am 9. Oktober 1911 erwarb Abramowitsch auf einem Wright-Doppeldecker die Fluglizenz Nr. 122 des Deutschen Luftfahrer-Verbands (DLV) nach den Regularien der Fédération Aéronautique Internationale (FAI) und war somit ein Alter Adler. Er wurde für das Unternehmen „Flugmaschine Wright“ als  Einflieger tätig und unternahm für die deutsche Filiale der Gebrüder Wright auf dem Flugplatz Johannisthal eine Reihe von bemerkenswerten Flügen. Seine dabei erlangte Fachkenntnis erlaubte es ihm, auch ein eigenes Flugzeug zu bauen, das er mit Karl Hackstetter als Passagier im Sommer 1912 in mehreren Etappen nach Sankt Petersburg flog. Dort nahm er mit der Maschine vom 23. August bis 5. Oktober 1912 am 2. Militärflugwettbewerb teil, bei dem verschiedene nationale und internationale Hersteller ihre neuen Flugzeug vorführten. Im gleichen Jahr stieg Abramowitsch mit seiner Wright bis auf 2100 Meter und brach damit den Höhenrekord für Flugzeuge. Bei einem Flug von 46 Minuten und 57 Sekunden Dauer mit vier Passagieren stellte er einen Belastungs- und Langzeitrekord auf.
Nach einem Absturz seines Flugzeugs auf dem Flugplatz Johannisthal am 24. April 1913 verstarb Abramowitsch noch am selben Tag im Kreiskrankenhaus Berlin-Britz aufgrund seiner schweren Verletzungen. Gesteuert wurde das Flugzeug von seiner Freundin Fürstin Jewgenija Michailowna Schachowskaja, die seit dem Vorjahr eine deutsche Fluglizenz besaß. Die Fürstin wurde nur leicht verletzt. Abramowitsch wurde auf dem Nikolaus-Friedhof in Sankt Petersburg beigesetzt.
Eine Straße unweit des alten Flugplatzes ist nach Abramowitsch benannt.

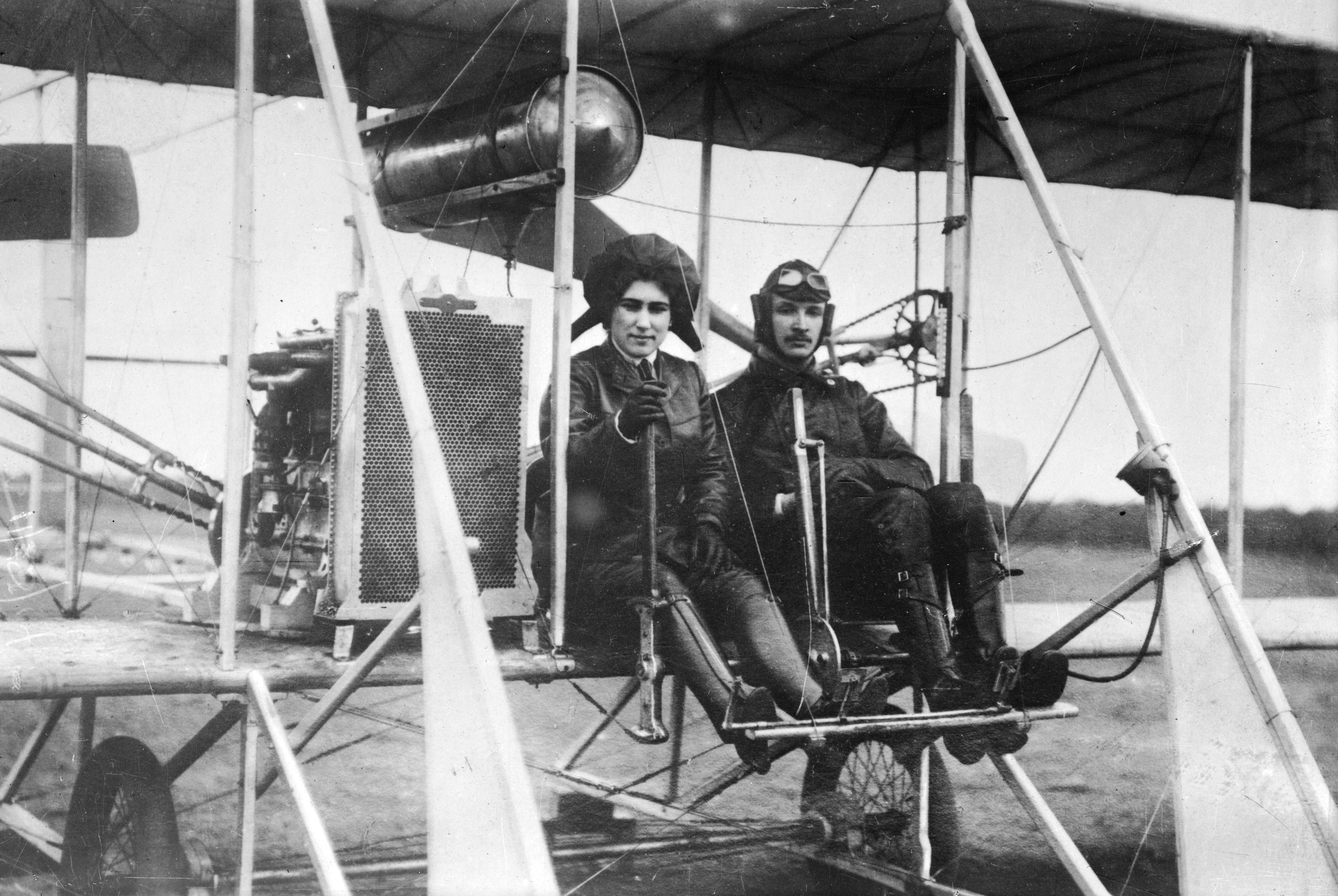
Wsewolod Abramowitsch mit seiner Flugschülerin Fürstin Schachowskaja in Johannisthal (1912)